# Bab Berdaine
Cette page contient des caractères spéciaux ou non latins. S’ils s’affichent mal (▯, ?, etc.), consultez la page d’aide Unicode.
Bab Berdaine باب البرادعين (orthographié aussi Bab al-Beradaiyine) est une porte historique située dans l'ancienne médina de Meknès.

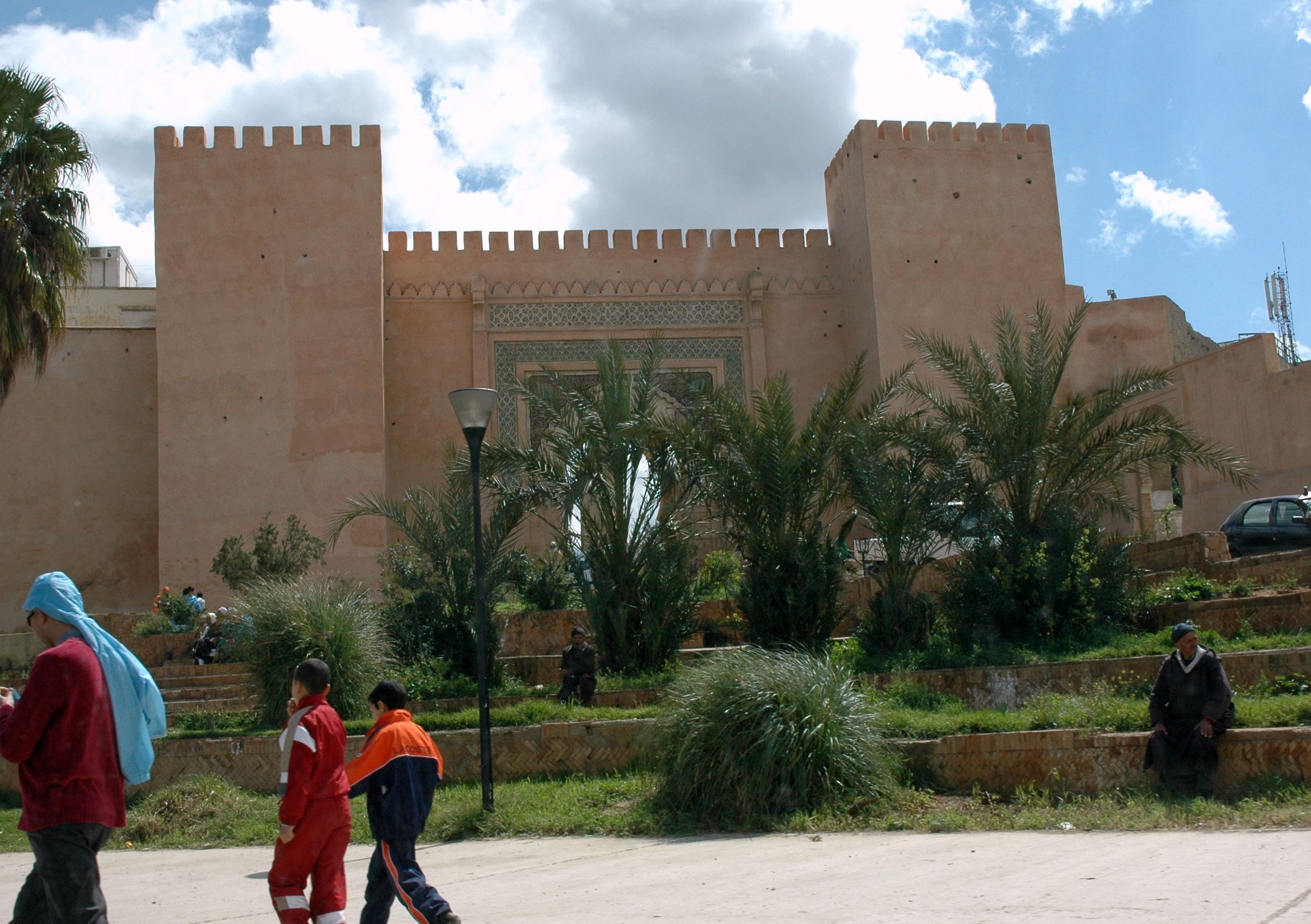
Bab Berdieyinne

## Histoire
Bab Berdaine est une porte massive édifiée par le sultan alaouite Moulay Ismail au XVIIe siècle. Elle tient son nom des fabricants des Bâts qui peuplaient la place sur laquelle s'ouvre la porte.

## Architecture
La porte domine de sa silhouette massive le nord de la médina. Disposées de chaque côté, deux épaisses tours crénelées accentuent l'aspect redoutable de l'édifice, atténué toutefois par la délicate décoration de céramique au-dessus de l'arc.